# Michael Douglas (Skeletonpilot)
Michael „Mike“ Douglas (* 31. März 1971 in Toronto, Ontario) ist ein kanadischer Skeletonfahrer.
Michael Douglas lebt in Calgary und ist Röntgenassistent im Foothills Hospital. Zunächst betrieb er Football und Leichtathletik. Er gehört seit 2004 zum kanadischen Nationalkader und startet seit 2005 auch bei Rennen in Europa. Sein Debüt gab Douglas 2003 im Rahmen des America’s Cup. Ende 2004 erreichte er dort erstmals Top-Ten-Platzierungen, darunter mit Rang drei im November 2005 seine beste Platzierung auf seiner Heimbahn in Calgary. In der Gesamtwertung wurde er Vierter. Anschließend fuhr Douglas die Saison 2004/05 im Skeleton-Europacup. Er kam hier in allen Rennen auf einstellige Ränge und wurde in der Gesamtwertung des Wettbewerbs Fünfter. Das erste Skeleton-Weltcup-Rennen bestritt der Kanadier im Januar 2007 in Nagano, wo er 18. wurde. In seinem zweiten Rennen im Rahmen dieses Wettbewerbs wurde Douglas in Cesana Neunter und erreichte damit seine bislang beste Platzierung und das erste Ergebnis unter den besten Zehn in diesem Wettbewerb. Zum Abschluss der Saison gewann er bei den kanadischen Meisterschaften die Bronzemedaille.